# Ingegneria agraria
L'ingegneria agraria è una disciplina di tipo ingegneristico che applica i principi dell'ingegneria all'agricoltura in senso lato, quindi alle trasformazioni del territorio, tipo: costruzioni rurali,  costruzione di strade poderali, invasi e bacini, recupero naturalistico di cave, sponde, argini e alvei fluviali, recupero e sistemazioni di scarpate e versanti, sistemazioni territorio agricolo. 
Inoltre si occupa di impianti e meccanizzazione agricola per le produzioni vegetali e animali e la trasformazione dei relativi prodotti.
La figura professionale che si occupa principalmente di ingegneria agraria è l'agronomo e l'ingegnere civile e ambientale. Gli studi più coerenti sono quelli di tipo agro-ingegneristico oltre ad altre lauree magistrali che consentono l'accesso agli esami di stato per l'iscrizione all'Ordine dei dottori agronomi e forestali, ai sensi del D.P.R. 328/2001 , nel resto del mondo denominati ingegneri agronomi, e rappresentati dall'associazione mondiale degli ingegneri agronomi . L'associazione professionale denominata AIIA  (Associazione Italiana di Ingegneria Agraria)che riunisce i dottori agronomi e gli ingegneri ambientali specialisti della materia.

## Descrizione
Tale disciplina si distingue nelle seguenti macro aree:
- Meccanica e Meccanizzazione Agraria,
- Costruzioni rurali,
- Idraulica agraria,
- Impiantistica Alimentare ed Enologica.

La disciplina in questione:
- applica l'approccio ingegneristico (matematico-fisico) per indagare e modellare matematicamente i fenomeni biologici connessi alle produzioni vegetali e animali;
- applica i princìpi della meccanica, dell'elettrotecnica, dell'elettronica, della meccatronica, della scienza delle costruzioni, dell'idraulica, della termodinamica, della chimica e della logistica alle problematiche attinenti al settore primario (macchinari, costruzioni, sensori, processi, organizzazione delle aziende), integrandole con la conoscenza dei sistemi biologici (es.: accrescimento, cicli colturali, processi di maturazione).